# Arslanmyrat Amanow
Arslanmyrat Amanow (ur. 28 marca 1990 w Aszchabadzie) – turkmeński piłkarz grający na pozycji ofensywnego pomocnika. Od 2018 roku jest zawodnikiem klubu FK Buxoro.

## Kariera piłkarska
Swoją karierę piłkarską Amanow rozpoczął w klubie Aşgabat FK, w którym w 2007 roku zadebiutował w pierwszej lidze turkmeńskiej. W sezonach 2007 i 2008 wywalczył z nim dwa tytuły mistrza kraju. W 2010 przeszedł do HTTU Aszchabad. W sezonie 2011 zdobył Puchar Turkmenistanu oraz został wicemistrzem tego kraju.
W 2012 roku Amanow przeszedł do kazachskiego Okżetpesu Kokczetaw. Swój debiut w nim zaliczył 8 lipca 2012 w przegranym 0:1 domowym meczu z Tobołem Kustanaj. W sezonie 2012 spadł z Okżetpesem do drugiej ligi. Po sezonie wrócił do HTTU Aszchabad i w 2013 został z nim mistrzem kraju.
W 2014 roku Amanow został piłkarzem Irtyszu Pawłodar. Swój debiut w nim zaliczył 22 marca 2014 w zremisowanym 0:0 wyjazdowym meczu ze Spartakiem Semej. W Irtyszu grał przez sezon.
W 2015 roku Amanow przeszedł do uzbeckiego Olmaliq FK. Zadebiutował w nim 12 marca 2015 w zremisowanym 1:1 wyjazdowym spotkaniu z Paxtakorem Taszkent. W Olmaliq grał do końca 2016 roku.
W 2017 roku Amanow został zawodnikiem Altyn Asyr Aszchabad. W 2017 roku wywalczył z nim tytuł mistrza Turkmenistanu.
W 2018 roku Amanow przeszedł do FK Buxoro z Uzbekistanu. Swój debiut w nim zanotował 3 marca 2018 w wygranym 1:0 domowym meczu z FK Qo‘qon 1912.
| Sezon | Klub                 | Kraj         | Rozgrywki       | Mecze | Gole |
| ----- | -------------------- | ------------ | --------------- | ----- | ---- |
| 2007  | Aşgabat FK           | Turkmenistan | Ýokary Liga     | ?     | ?    |
| 2008  | Aşgabat FK           | Turkmenistan | Ýokary Liga     | ?     | ?    |
| 2009  | Aşgabat FK           | Turkmenistan | Ýokary Liga     | ?     | ?    |
| 2010  | HTTU Aszchabad       | Turkmenistan | Ýokary Liga     | ?     | ?    |
| 2011  | HTTU Aszchabad       | Turkmenistan | Ýokary Liga     | ?     | ?    |
| 2012  | HTTU Aszchabad       | Turkmenistan | Ýokary Liga     | ?     | ?    |
| 2012  | Okżetpes Kokczetaw   | Kazachstan   | Priemjer Ligasy | 11    | 1    |
| 2013  | HTTU Aszchabad       | Turkmenistan | Ýokary Liga     | ?     | ?    |
| 2014  | Irtysz Pawłodar      | Kazachstan   | Priemjer Ligasy | 24    | 1    |
| 2015  | Olmaliq FK           | Uzbekistan   | Oʻzbekiston PFL | 29    | 5    |
| 2016  | Olmaliq FK           | Uzbekistan   | Oʻzbekiston PFL | 24    | 2    |
| 2017  | Altyn Asyr Aszchabad | Turkmenistan | Ýokary Liga     | ?     | ?    |
| 2018  | FK Buxoro            | Uzbekistan   | Oʻzbekiston PFL | 29    | 5    |

## Kariera reprezentacyjna
W reprezentacji Turkmenistanu Amanow zadebiutował 20 października 2009 w przegranym 0:1 towarzyskim meczu z Wietnamem. W 2019 roku powołano go do kadry na Puchar Azji.